# Gilb'R
Gilb'R ou DJ Gilb'R, de son vrai nom Gilbert Cohen, est un DJ, compositeur et producteur français de musique électronique. Il est fondateur du label Versatile et forme avec I:Cube le duo Château Flight.